# Friuli Aquileia
Friuli Aquileia ist ein mittelgroßes italienisches Weinbaugebiet in der Region Friaul-Julisch Venetien. Der namensgebende Hauptort ist Aquileia. Die hier hergestellten Weine haben seit 1975 eine „kontrollierte Herkunftsbezeichnung“ (Denominazione di origine controllata – DOC), die zuletzt am 7. März 2014 aktualisiert wurde.

## Anbau
Gebiete der folgenden Gemeinden sind zum Anbau von DOC-Weinen zugelassen: Bagnaria Arsa, Cervignano del Friuli, Aquileia, Fiumicello Villa Vicentina, Ruda, Campolongo al Torre, Tapogliano, Aiello del Friuli, Visco und San Vito al Torre sowie teilweise die Gemeindegebiete von Santa Maria la Longa, Palmanova, Terzo d’Aquileia, Chiopris-Viscone, Trivignano Udinese und Gonars.
Im Jahr 2017 wurden 17.204 hl DOC-Wein erzeugt.

## Erzeugung
Es werden Weiß-, Rot-, Rosé- und Schaumweine erzeugt.
- Folgende Rebsorten sind zur Erzeugung zugelassen: Merlot, Cabernet (Cabernet Franc, Cabernet Sauvignon), Refosco dal Peduncolo Rosso, Friulano, Pinot bianco, Pinot Grigio, Riesling, Sauvignon, Gewürztraminer, Chardonnay, Verduzzo friulano, Malvasia Istriana, Müller Thurgau.
- „Friuli Aquileia Bianco“ muss zu mindestens 50 % aus Trauben, Traubenmost oder Wein der Sorte Friulano bestehen. Die restlichen Prozent dürfen aus den für die Region zugelassenen weißen Rebsorten (mit Ausnahme von Gewürztraminer und Müller Thurgau) bestehen.
- „Friuli Aquileia Rosso“ muss zu mindestens 50 % aus Trauben, Traubenmost oder Wein der Sorte Refosco dal Peduncolo Rosso bestehen. Die restlichen Prozent dürfen aus den für die Region zugelassenen roten Rebsorten bestehen.
- „Friuli Aquileia Rosato“ muss aus einer oder mehreren für die Region zugelassenen roten Rebsorten erzeugt werden.
- Aus den genannten Rebsorten werden sortenreine Weine erzeugt, die jeweils die Bezeichnung tragen: „Friuli Aquileia …“, gefolgt von dem Namen der betreffenden Rebsorte.
- Aus der Rebsorte Chardonnay wird auch ein Schaumwein erzeugt: „Friuli Aquileia Chardonnay Spumante“
- Für die Herstellung von „Friuli Aquileia Cabernet“ können Trauben oder Traubenmost von Cabernet Franc und/oder Cabernet Sauvignon verwendet werden.
- Soll bei den Rotweinen auf dem Etikett die Auszeichnung „Superiore“ zugefügt werden, so müssen die Weine mindestens 11,0 Vol.-% besitzen und zwei Jahre im Holzfass lagern.
- Wenn die Rotweine mindestens 12,0 Vol.-% besitzen und zwei Jahre im Holzfass gelagert wurden, dürfen sie die Zusatzbezeichnung „Riserva“ tragen.[1]

## Beschreibung
Laut Denomination (Auszug):

### Friuli Aquileia Bianco
- Farbe: mehr oder weniger intensives strohgelb
- Geruch: angenehm, fein
- Geschmack: harmonisch, samtig
- Alkoholgehalt mindestens 10,5 % Vol. – für die Auszeichnung „Superiore“ mind. 11 %
- Säuregehalt: min 4 g/l
- Trockenextrakt: min. 15,0 g/l

### Friuli Aquileia Rosso
- Farbe: rubinrot, bei Reifung mit Tendenz zu granatrot
- Geruch: weinig, intensiv, fein
- Geschmack: trocken, weich
- Alkoholgehalt mindestens 10,5 % Vol. – für die Auszeichnung „Superiore“ mind. 11 %
- Säuregehalt: min 4 g/l
- Trockenextrakt: min. 18,0 g/l

### Friuli Aquileia Rosato
- Farbe: rosa mit einem Hauch von kirschrot
- Geruch: weinig, intensiv, angenehm
- Geschmack: trocken, harmonisch, voll, auf spezifische Art lebhaft
- Alkoholgehalt mindestens 10,5 % Vol. – für die Auszeichnung „Superiore“ mind. 11 %
- Säuregehalt: min 4 g/l
- Trockenextrakt: min. 15,0 g/l

### Friuli Aquileia Chardonnay Spumante
- Perlage: fein, lebhaft, anhaltend
- Farbe: helles strohgelb
- Geruch: charakteristisch, zart
- Geschmack: trocken, angenehm
- Alkoholgehalt mindestens 11,5 % Vol.
- Säuregehalt: min 4,5 g/l
- Trockenextrakt: min. 15,0 g/l